# Connecticut (řeka)
Connecticut (anglicky Connecticut River) je řeka na severovýchodě USA ve státech Connecticut, Massachusetts, Vermont a New Hampshire. Je dlouhá 552 km. Povodí řeky zaujímá plochu 29 000 km².

## Průběh toku
Pramení v jezeře Fourth Connecticut Lake v severní části Appalačského pohoří. Teče na jih v hlubokém údolí – grabenu, kde vytváří řadu vodopádů. Ústí do průlivu Long Island Sound v Atlantském oceánu. Mezi městy Gill a Erwing protéká pod mostem French King Bridge, přes který vede spolkové státní silnici Massachusetts Route 2 a také známá indiánská stezka Mohawk Trail.
Mezi městy Stewartstown (poblíž trojmezí Québecu, Vermontu a New Hampshire) a Northfield (trojmezí Vermontu, New Hampshire a Massachusetts) tvoří hranici mezi Vermontem a New Hampshire.

## Vodní stav
Zdrojem vody jsou sněhové a dešťové srážky. Průměrný průtok v ústí činí 606 m³/s. Nejvyšších stavů dosahuje v dubnu a v květnu.

## Využití
Peřeje a vodopády na řece jsou využívány vodními elektrárnami. Díky kanálům vybudovaným kolem nesjízdných úseků je možná vodní doprava pro menší námořní lodě do Hartfordu a pro říční lodě do Holyoke.